# August
August (Auguste) je mužské jméno a v mnoha jazycích také název měsíce srpna. Je odvozeno z latinského titulu a potažmo později jména římských císařů Augustus (Vznešený, prvním byl císař Augustus). Ženskou formou je Augusta (jež se uplatňuje i jako české nepřechýlené příjmení), od jména August je odvozené jméno Augustin (Augustýn), znamenající "Augustův, Augustovi patřící", jehož ženským pandánem je Augustina.

## Domácké podoby
Augustek, Augustík, Gusta, Gustav, Gustík, Ogy

## V jiných jazycích
- francouzsky: Auguste – [o'gyst][2]

## Známí nositelé
jméno s predikátem
- Arnošt August (rozcestník), více osob
- August I. Oldenburský (1783–1853), oldenburský velkovévoda
- August II. Silný (1670–1733), saský kurfiřt a polský král
- August III. Polský (1696–1763), polský král. velkokníže litevský a saský kurfiřt
- August Sasko-Kobursko-Gothajský (1818–1881), princ z kohárské větve koburské dynastie
- August Saský (1526–1586), saský panovník
- August Vilém Pruský (1722–1758), pruský princ
- Zikmund II. August (1520–1572), polský král
- August Horch (1968–1951), německý inženýr, zakladatel Audi

rodné jméno
- Auguste Comte
- Auguste Renoir
- Auguste Rodin
- August Starek

### příjmení
- Arsène Auguste (1951–1993) – haitský fotbalista
- Bille August (* 1948) – dánský režisér

## Drama
- August August, august: cirkusové představení s jednou přestávkou – drama Pavla Kohouta (1967).
- Za herecký výkon v titulní roli (August August, august) ve stejnojmenné hře získal v roce 1968 Stanislav Zindulka Cenu Svazu českých dramatických umělců. Hru v režii Pavla Rímského (*1925) uvedlo Divadlo bratří Mrštíků Brno.

## Jiné významy
- August (klaun) – cirkusový klaun